# Massen-Niederlausitz
Massen-Niederlausitz är en kommun i Landkreis Elbe-Elster i förbundslandet Brandenburg i Tyskland. Kommunen bildades den 31 december 1997 genom en sammanslagning av de tidigare kommunerna Babben, Betten, Lindthal och Massen och de tidigare kommunerna Gröbitz och Ponnsdorf uppgick i Massen-Niederlausitz den 31 december 2001. Kommunen ingår i kommunalförbundet Amt Kleine Elster (Niederlausitz).